# Гончаров, Сергей Савостьянович
Серге́й Савостья́нович Гончаро́в (24 сентября 1951 года, Новосибирск, СССР) — советский и российский математик и организатор науки, академик РАН (2016), профессор, специалист в области математической логики и теории вычислимости. Число Эрдёша — 3.

## Биография
Родился 24 сентября 1951 года в Новосибирске.
В 1973 году окончил с отличием механико-математический факультет Новосибирского государственного университета (НГУ).
В 1974 году — защита кандидатской диссертации, тема: «Конструктивные булевы алгебры».
В 1977 году присвоено учёное звание доцента НГУ.
В 1981 году — защита докторской диссертации, тема: «Неавтоэквивалентные конструктивизации».
В 1985 году присвоено учёное звание профессора НГУ.
В 1991 году — учредитель (выборщик) Российской Академии Наук.
В 1993 году — избран член-корреспондентом Академии Наук Высшей Школы.
В 1995 году — избран действительным членом Международной Академии Наук Высшей Школы.
В 1997 году — избран член-корреспондентом РАН.
В 2002 году — избран действительным членом Европейской Академии Наук.
В 2016 году — избран действительным членом РАН.

### Работа
С 1973 года и по настоящее время работает в Сибирском отделении РАН, в 1992 году став заведующим лабораторией ИМ СО РАН, с 2004 года — заведующий отделом математической логики Института математики СО РАН, с апреля 2011 года по сентябрь 2021 года — директор Института математики им. С. Л. Соболева Сибирского отделения Российской академии наук.
С 1973 по 2003 годы — ассистент, доцент, а с 1983 года профессор кафедры алгебры и логики НГУ.
С 1991 года по 1998 — заместитель директора Института дискретной математики и информатики Министерства образования РФ.
С 1992 года по настоящее время — заведующий кафедрой и профессор кафедры дискретной математики и информатики механико-математического факультета и СУНЦ НГУ.
С февраля 1996 года по 2011 год — декан механико-математического факультета НГУ.

### Научная деятельность
Специалист в области теории алгоритмов, теории моделей, алгебры и их приложений в информатике.

### Из библиографии
Автор более ста научных работ, в том числе:
- учебные пособия: «Lectures in model theory» и «Введение в логику и методологию науки» (совместно с Ю. Л. Ершовым и К. Ф. Самохваловым);
- монографии: «Счётные булевы алгебры» (1988 г.) и «Счётные булевы алгебры и разрешимость» (1996 г., и на английском языке — 1997 год), «Конструктивные модели» (1999, совместно с Ю. Л. Ершовым) и «Handbook of recursive mathematics» (1999, под редакцией С. С. Гончарова, Ю. Л. Ершова, A. Nerode, J. Remmel, V. Marek).
- Алгебраические и алгоритмические свойства логических исчислений : [в 2 ч.] / С. С. Гончаров, Б. Н. Дроботун, А. А. Никитин ; Учреждение Российской акад. образования «Ин-т пед. исслед. одарённости детей». — 2-е изд., испр. и доп. — Новосибирск : Ин-т пед. исслед. одарённости детей, 2009. — 20 см; ISBN 978-5-91650-016-5
- Основания дидактики обучения логико-алгебраическим дисциплинам в высшей школе : [монография : в 2 ч.] / С. С. Гончаров, Б. Н. Дроботун, А. А. Никитин ; Учреждение Российской акад. образования «Ин-т пед. исслед. одарённости детей». — Новосибирск : Ин-т пед. исслед. одарённых детей, 2011. — 20 см; ISBN 978-5-91650-057-8

Участвовал как пленарный докладчик во всероссийских и международных конференциях.
Под его руководством защищено 31 кандидатская и 9 докторских диссертаций.

### Общественная деятельность
В 2004 году — избран членом Правления международной профессиональной организации «Association for Symbolic Logic».
Председательствовал в Областном Совете Научной молодёжи, был кандидатом в члены ЦК ВЛКСМ, членом различных учёных советов.
Ведёт работу по организации и аттестации научных исследований в качестве члена специализированных советов, члена Экспертных Советов ВАК РФ и МОиН РФ по президентским грантам ведущих научных школ, молодых докторов и кандидатов наук.
Член редколлегий Сибирского математического журнала, Siberian Advances in Mathematics, сборников «Вычислительные системы» и «Проблемы специализированного образования».
Заместитель главного редактора журнала Алгебра и логика и серии монографий «Сибирская школа алгебры и логики», главный редактор журнала «Вестник НГУ, серия математика, механика и информатика» и др.
Заместитель председателя Сибирского фонда алгебры и логики.
Член президиума СО РАН.
Член бюро Отделения математических наук РАН.

## Семья
- Жена: Гончарова Любовь Николаевна — детский врач.
- Дочь: Наталья (1971 г.р.), окончила гуманитарный факультет НГУ и аспирантуру Института этнографии и антропологии РАН, кандидат исторических наук, замужем, имеет четверых детей: Лизу, Алексея, Василия и Маркушу. Муж — выпускник ГГФ НГУ Хлестов Иван Валерьевич.
- Дочь: Анна (1978 г.р.), окончила факультеты экономики и психологии НГУ, замужем, имеет одного сына Тимофея. Муж — выпускник ЭФ НГУ Анашин Сергей Вадимович.

## Награды
- Премия Ленинского комсомола в области науки и техники за цикл работ по конструктивным булевым алгебрам (1976)
- Серебряный знак семинара Алгебры и логики за научную активную работу (1982)
- Премия СО РАН за создание теории семантического программирования совместно с академиком Ю. Л. Ершовым и д.ф.-м.н. Д. И. Свириденко (1983)
- Премия имени РАН А. И. Мальцева (1997) — за монографию «Счётные булевы алгебры и разрешимость»
- Орден Дружбы (2003)
- «Заслуженный работник высшей школы Российской Федерации» (2008)
- Почётная Грамота губернатора Новосибирской области В. А. Толоконского, за значительный вклад в развитие научно-образовательного комплекса Новосибирской области, подготовку высококвалифицированных специалистов для приоритетных направлений науки и экономики, многолетнюю плодотворную научную деятельность и в связи с 50-летием со дня образования университета (2009)
- Лауреат государственной премии Новосибирской области в области науки и образования. (За вклад в развитие теории конструктивных моделей и создание научных школ, за цикл работ.) (2010)
- Премия Правительства Российской Федерации в области образования (2010)
- Орден Почёта за большой вклад в развитие науки и многолетнюю добросовестную работу (2021)[2]